# Friedrich Wilhelm von Vietinghoff
Friedrich Wilhelm von Vietinghoff (* 27. Juli 1881 in Schwerin; † 13. April 1929 in Paris) war ein Jurist und Diplomat im Range eines Botschaftsrates.

## Leben

### Herkunft
Friedrich Wilhelm von Vietinghoff entstammte einer angesehenen Adelsfamilie, die ihren Ursprung in Westfalen hatte und sich später in eine baltische Linie und eine westfälisch-katholische Linie aufspaltete. Während die Letztgenannten ihren Stammsitz auf Schloss Schellenberg und bei Dortmund, auf dem Schloss Westhusen, hatten, war der baltische Zweig über Dänemark, Lettland, Russland und Schweden verbreitet. Der Vater von Friedrich Wilhelm war Friedrich von Vietinghoff (1841–1882), preußischer Offizier und Kammerherr beim Großherzog von Mecklenburg und seine Mutter Benedicta, geb. von Voss (1844–1897).

### Erste Lebensjahre
Nach ersten Unterrichtungen durch einen Hauslehrer besuchte Friedrich Wilhelm die Gymnasien Ouchy/Lausanne, Bensheim und Doberan. Am Gymnasium Friderico Francisceum in Doberan legte er zu Ostern 1902 sein Abitur ab. Danach nahm er ein Studium der Rechtswissenschaften an den Universitäten in Genf, Oxford, Leipzig, Rostock und Kiel auf. Die Prüfungen für das Referendarexamen absolvierte er im September 1908 erfolgreich.

### Diplomatenkarriere
Am 3. Oktober 1909 erfolgte die Einberufung Friedrich Wilhelm von Vietinghoff in den Auswärtigen Dienst. Hier schlug er eine diplomatische Laufbahn ein, die ihn zuerst als Attaché an die deutsche Gesandtschaft nach Peking führte. In China trat er im November 1909 seinen Dienst an und kehrte im Sommer 1911 nach Berlin zurück. Daran schlossen sich Unterweisungen und informative Beschäftigungen in der Abteilung I A (Politik), ab März 1912 in der Abteilung II (Handelspolitik) und ab Juni 1912 nochmals in der Abteilung I A an. Nach einer Einweisung in die Aufgaben eines Legationssekretärs wurde er im Februar 1913 nach Caracas entsandt, um dort an der Ministerresidentur bis März 1914 tätig zu werden. Vor seiner Abreise zu diesem Einsatz legte er noch im Februar 1913 die diplomatische Prüfung ab.
Von Caracas aus wechselte Friedrich Wilhelm von Vietinghoff nach Lima zur Übernahme der Leitung der dortigen Gesandtschaft. Im März 1914 traf er vor Ort ein und übernahm einen Monat später die Geschäfte, die er bis Herbst 1916 führte. Von dort wechselte er an die deutsche Botschaft nach Washington, D.C. Von der Aufnahme der kommissarischen Beschäftigung bis zum Abbruch der diplomatischen Beziehungen im Februar 1917 vergingen nur drei Monate. Mit dem Eintritt der USA in den Ersten Weltkrieg wurde die Botschaft geschlossen und das Personal musste nach Deutschland zurückkehren. Von Vietinghoff erhielt im April 1917 eine weitere kommissarische Beschäftigung an der Gesandtschaft in Kristiana. Hier wurde er der Presseabteilung zugewiesen und erhielt bis Ende Juli 1918 Verwendung in Norwegen. Noch vor Ende des Ersten Weltkrieges kehrte er nach Berlin zurück und wurde im Auswärtigen Amt der Abteilung I A zugewiesen. Hier erhielt er im Oktober 1918 den Charakter als Legationsrat.
Bereits im Januar 1919 erfolgte die Beauftragung von Vietinghoff zur kommissarischen Beschäftigung an der Gesandtschaft der Weimarer Republik im Königreich der Niederlande. Dort waren vor allem Fragen der Rückführung von Kriegsgefangenen, der Abgleich von Toden- und Vermisstenlisten sowie erste Kriegsreparationen zu bearbeiten. Von Den Haag kehrte er im Herbst gleichen Jahres zurück und wurde Anfang 1920 der neu gebildeten Außenhandelsstelle im Auswärtigen Amt zugewiesen. Zugeordnet war er hier den Referaten L 4/La (für Lateinamerika) und L. 15 (für Mittelamerika und die Westküste). Sein Einsatz selbst erfolgte als fliegender Legationssekretär und zwei Monate später wurde er mit dieser Position für die Abteilung V (Großbritannien) tätig. Noch im gleichen Jahr wechselte er an die deutsche Botschaft nach London, wo er bis März 1921 verblieb. Danach kehrte er nach Den Haag zurück, wo er Anfang 1923 zum Gesandtschaftsrat ernannt wurde. Sein Einsatz in den Niederlanden endete im März 1926 und von dort wechselte er an die deutsche Botschaft in Madrid. Sein Vorgesetzer war hier der Botschafter Johannes Graf von Welczeck (1878–1972). Von Vietinghoff wurde gleich zu Beginn zum Botschaftsrat ernannt und in dieser Position auch tätig. In seiner Amtszeit wurden neben den obligatorischen diplomatischen uns konsularischen Aufgaben, vor allem erste geheime Rüstungsvorhaben zwischen Deutschland und Spanien zur Unterlaufung des Versailler Vertrages abgewickelt. Hauptakteur war hierbei, der bereits seit 1924 mit illegalen Rüstungsgeschäften in Spanien befasste Wilhelm Canaris (1887–1945), der zu dieser Zeit im Reichswehrministerium für Mobilmachungsfragen zuständig war. Unter Einbeziehung der Führungsspitzen der deutschen Botschaft in Spanien wurden ab 1926 auf mehreren militärischen und militärischen Ebenen geheim zu haltende Rüstungsentwicklung für Deutschland, der Einsatz von illegalen Finanzierungsfonds und der Aufbau einer für die deutsche Kriegsmarine bestimmte Torpedoproduktion vorangetrieben. Als 1928 die damit verbundenen Machenschaften durch „gezielte Indiskretionen“ bekannt wurden, war ein Schaden von 26 Millionen Reichsmark aufgelaufen. Mehrere Versuche unter Einschaltung der Botschaft selbst in der Sache nicht genannt zu werden und Canaris aus der Schusslinie zu bekommen, ihm einen „abgesicherten Posten“ als Gehilfe des Marineattachés an der Botschaft sicherzustellen, schlugen fehl. Infolgedessen wurden Canaris jegliche Sonderaufgaben mit der deutschen Botschaft in Madrid untersagt. Sein Vorgesetzter, der neu ins Amt gekommene Reichswehrminister Wilhelm Groener (1867–1939) riet ihm dringend, für eine gewisse Zeit aus der „Öffentlichkeit“ zu verschwinden, damit erst einmal wieder Ruhe in die Angelegenheit käme. Aber die Reaktionszeit vom Bekanntwerden der Geheimrüstung bis zur Einleitung von Gegenmaßnahmen hatte gereicht, dass es den Akteuren vor Ort gelungen war, unter Nutzung der diplomatischen Kontakte die Mehrzahl der Projekte nach Südamerika auszulagern. Als neuer Verbindungsmann für die Logistik der Rüstungprojekte zwischen der Botschaftführung und den Spitzen der spanischen Rüstungsindustrie wurde der Gehilfe des Marineattachés an der Botschaft, Eberhard Messerschmidt (1895–1972) eingesetzt. Geschäftsträger und Botschaftsrat waren die Vorgesetzten des Marineattachés, Korvettenkapitän Kurt Meyer-Döhner (* 1895) an der spanischen Botschaft. Zwar verzögerte sich nun der vereinbarte Bau der Torpedofabrik mit deutschen Steuergeldern, aber 1931 ging sie dann doch in Produktion.
Anfang April 1929 musste Friedrich Wilhelm von Vietinghoff krankheitsbedingt in den Urlaub geschickt werden und verstarb wenige Tage später in Paris.